# Mahikeng
Mahikeng (alternativt Mafikeng eller Mafeking) är huvudstad i Nordvästprovinsen i Sydafrika. Staden ligger nära gränsen mot Botswana, 250 km väster om Johannesburg. Centrala Mahikeng har endast cirka 15 000 invånare, men hela det sammanhängande storstadsområdet omfattar flera andra orter (bland annat Lomanyaneng, Magogoe, Mmabatho, Setlopo och Seweding) och har cirka 200 000 invånare.
Staden är en järnvägsknutpunkt, och här finns flera järnvägsverkstäder. Ett stadsmuseum finns också i staden.

## Historia
Mahikeng grundades på 1880-talet av brittiska legosoldater. Den var huvudstad i proktektoratet Bechuanaland från 1894 till 1965 trots att staden låg utanför protektoratets gränser och administrativt var en del av Kapprovinsen fram till 1980. 
Under andra boerkriget var en brittisk avdelning under lord Robert Baden-Powell belägrad i Mahikeng mellan oktober 1899 och maj 1900.